# ジョッキー・ルーム (ラジオ番組)
ジョッキー・ルームは、1995年から朝日放送ラジオ（ABCラジオ）で毎年春季・秋季の中央競馬G1レースシーズンに放送中の競馬情報・予想番組。2010年4月5日放送分までの番組タイトルは、オン・ザ・ターフ!であった。
2013年3月25日までは、年10回程度の単独番組として、主要G1レース開催週の月曜日の20:00 - 20:30に放送。同年4月1日から2021年6月28日までは、『Monday! SPORTS - JAM』（スポーツ生ワイド番組）に1コーナー扱いで内包されていた。同番組が同年9月20日で終了したことに伴って、同年の秋季（10月9日）から単独番組として月曜日の20:00 - 20:30で放送を再開している。

## 番組概要

### 単独番組時代（第1期）
『オン・ザ・ターフ!』時代の2003年度まで、春季は月曜日、秋季は土曜日に放送。2004年度からは、秋季も月曜日に放送されている。（但し、5月はプロ野球交流戦の日程の都合上月曜日にも必ず開催される日があるほか、ポストシーズンでも、試合の日程によっては月曜日に開催される場合があるので、それとの重複の場合野球中継終了後に放送されるが、その野球が雨天中止となった場合は定時どおりとなる）
当番組では、中央競馬実況中継で実況を担当していた同局のアナウンサー（保坂和拓→山下剛）がパーソナリティとして出演。「ザ・ゲストルーム（『オン・ザ・ターフ!』時代は「ゲスト・オン・ザ・ターフ」）」と「青木雅人の山盛り夢馬券 レッツ剛チャンス!!」で構成されている。
「ザ・ゲストルーム」では、注目の騎手や競馬愛好家1名をゲストに迎えたうえで、競馬に対する思いやレースでのさまざまなこぼれ話を訊く。「青木雅人の山盛り夢馬券 レッツ剛チャンス!!」では、青木雅人（競馬ニホントラックマン）が週末に予定されているG1レースで注目される穴馬の予想を発表したうえで、その予想に沿って山下が馬券を購入。予想が的中すれば、その馬券の払戻金に相当する金額の賞金を、抽選でリスナーに進呈する。

### 生ワイド番組の内包コーナー時代
ABCラジオでは2013年4月の番組改編から、自社制作による月曜夜間のスポーツ情報番組（当番組および『これぞ!Bs魂 〜気になるオリックス・バファローズ〜』『F.C.オフサイドトーク』）の放送枠を、コンプレックス形式によるスポーツ生ワイド番組『Monday! SPORTS - JAM』に再編。同年4月1日から2021年6月28日までは、当番組を『Monday! SPORTS - JAM』の内包コーナーとして、年に8回のペースで20時台の後半に放送していた。
『Monday! SPORTS - JAM』でも、当番組のコーナーのみ青木が続投。単独番組時代に続いて、日本中央競馬会がスポンサーに付いていたほか、「青木雅人の山盛り夢馬券 レッツ剛チャンス!!」も放送を続けていた。その一方で、山下は2016年度の上半期まで『Monday! SPORTS - JAM』全編のナビゲーターも務めていたが、以降は当番組にのみ出演。山下が一時体調を崩していた2020年の秋季からは、後輩アナウンサーの横山太一が2021年の春季中盤まで単独、終盤から山下との隔週交代で登場していた。
2013年のダービー特集については、本来の放送日であった5月20日に阪神のナイトゲームが組まれたため、前日（19日）20:30からの生放送に変更。同日午後のオークスに臨んでいた武豊と蛯名正義（現調教師）を、朝日放送東京支社のスタジオに迎えた。
2018年度からは、『伊藤史隆のラジオノオト』（2017年度からプロ野球オフシーズンの火 - 金曜日夜間に編成されている生ワイド番組）で、毎年12月の有馬記念開催前週に「ジョッキー・ルーム番外編　カウントダウン有馬記念～」（事前収録による日本中央競馬会の単独提供コーナーで「～」は開催年の西暦年号）を4日間にわたって20:30前後に内包。ナビゲーターの山下（2020年度のみ横山）が、青木へのインタビューや、有馬記念への出走予定馬に騎乗する栗東トレーニングセンター所属の騎手へインタビューを敢行した模様を日替わりで放送している。

### 単独番組時代（第2期）
『Monday! SPORTS - JAM』が2021年9月20日に放送を終了したことに伴って、同年の秋季G1シーズンからは、単独番組として春季・秋季限定で月曜日の20:00 - 20:30に放送。当番組を放送しない週には、『荻原次晴のニッポン応援団 Viva‼Japon』（かしわプロダクション製作の収録番組）の放送枠に充てていた。また、「ジョッキー・ルーム番外編　カウントダウン有馬記念」も、2022年度まで『伊藤史隆のラジオノオト』内で放送を続けていた。
なお、朝日放送ラジオでは2022年4月改編から、『R→933 LP.』（朝日放送テレビアナウンサーの澤田有也佳→平野康太郎がパーソナリティを務める自社制作の音楽番組）を毎週月曜日の20時台に編成。基本の放送枠を20:00 - 21:00に設定しているが、G1シーズン中は放送時間を短縮したうえで、当番組を単独番組として放送する。なお、一部のレース（ダービー、宝塚記念、有馬記念）の開催6日前に放送する場合には、スペシャル版扱いで放送枠を40分（または45分）に拡大。その一方で、同年の春季G1シーズンからは、山下の毎回出演が再開されている。
2024年度秋季は、『文珍・小佐田 夜のひだまり』の枠を20分に短縮、『R→933 LP.』は休止の上で、20:20-20:50に放送したが、『有馬記念』の週については例年通りの50分スペシャルとしたため、この場合は『夜のひだまり』も休止対象となる。
2023年2月まで騎手として長らく活躍した後に、同年3月から調教師へ転身している福永祐一は、騎手時代に通算で47回出演。出演が回を重ねるにつれて「準レギュラー」という扱いを受けるようになったほか、現役生活最後の有馬記念（2022年）にボルドグフーシュとのコンビで臨んだ際には、山下からの独占インタビューを収録した音源が12月19日（月曜日）の当番組と21日（水曜日）・22日（木曜日）の「カウントダウン有馬記念」内で3回にわたって放送された。

## 出演者
◎：出演の時点で朝日放送（2017年度まで）→朝日放送テレビ（2018年度以降）のスポーツアナウンサー

### レギュラー
- 青木雅人（競馬評論家。元競馬ニホントラックマン）
- 山下剛◎（独立番組時代の2005年度からメイン司会）
  - 『Monday! SPORTS - JAM』では、2016年度の上半期まで、当番組の放送の有無にかかわらず、高野純一（スポーツアナウンサーの後輩で独立番組時代の『F.C.オフサイドトーク』最終パーソナリティ）と交代で全編にナビゲーターとして出演していた。ちなみに高野は、山下と同じく、中央競馬中継での実況を経験している。
  - 2016年度の下半期（秋季）から2020年度の上半期（春季）までは、当コーナーを放送する場合にのみ登場していた。同年9月頃から体調を崩していたため、当番組への出演を見合わせていたが、2021年5月24日放送分（日本ダービー特集）から再開。

#### 独立番組時代に出演
- 保坂和拓◎（2004年度までメイン司会→報道記者への異動による）
- 横山太一◎（2020年度の下半期から2021年度の下半期までメイン司会を担当）
  - 2011年度の上半期にスポーツアナウンサーとして活動していたが、同年10月から『おはようコールABC』（朝日放送テレビ）のメインキャスターを担当していた関係で、9年間にわたって活動を休止していた。同番組が2020年10月2日（金曜日）で終了したことや、山下が体調を崩していたことから、2020年度の下半期（秋季）からメイン司会に起用。
  - 横山は競馬関連番組の担当は初めてで、『Monday! SPORTS - JAM』の本編には出演していなかった。同番組の公式サイトでは山下と同格（「ジョッキー・ルーム担当」）として扱われていたが、単独番組としての放送を再開してからは山下と交互に登場していた。2022年4月4日から『newsおかえり』（朝日放送テレビ）のメインキャスターへ起用されたことに伴って、スポーツの担当から再び離脱したため、同年の春季以降の放送には出演していない。

#### 『Monday! SPORTS - JAM』 への内包後の2013年度のみ出演
『Monday! SPORTS - JAM』内包当初は下記の本編パーソナリティも登場していたが、2014年4月から本編パーソナリティは本コーナー開始前に退席するため、出演していなかった。
- 前川美奈（『Monday! SPORTS - JAM』パーソナリティ）
  - 独立番組時代の『これぞ!Bs魂 〜気になるオリックス・バファローズ〜』から続投。『OBCドラマティック競馬』（ラジオ大阪で毎週日曜日に放送中の競馬中継）のパドックリポーターも務める。
- 福原歩（『Monday! SPORTS - JAM』パーソナリティ、独立番組時代の『F.C.オフサイドトーク』最終アシスタント）

## 番組で取り上げるG1レース
- 大阪杯（4月　阪神）
- 桜花賞（4月　阪神）
- 皐月賞（4月　中山）
- 天皇賞・春（4〜5月　京都）
- オークス（5月　東京）
- 日本ダービー（5月　東京）
- 宝塚記念（6月　阪神）
- 秋華賞（10月　京都）
- 菊花賞（10月　京都）
- 天皇賞・秋（10〜11月　東京）
- エリザベス女王杯（11月　京都）
- ジャパンカップ（11月　東京）
- チャンピオンズカップ（12月　中京）
- 有馬記念（12月　中山）

このほか2010年・2011年には9月にフランスの凱旋門賞を取り上げた特別版が行われた。
なお、放送する年度にもよるが、オークス、ダービーの週はセ・パ交流戦の予備日、菊花賞、天皇賞（秋）の週は、クライマックスシリーズ、または日本シリーズの進行状況により、月曜日に放送できない場合があり、その場合月曜日に完全パッケージ（撮って出し）をしたものを後日放送する場合がある。